# Lemper

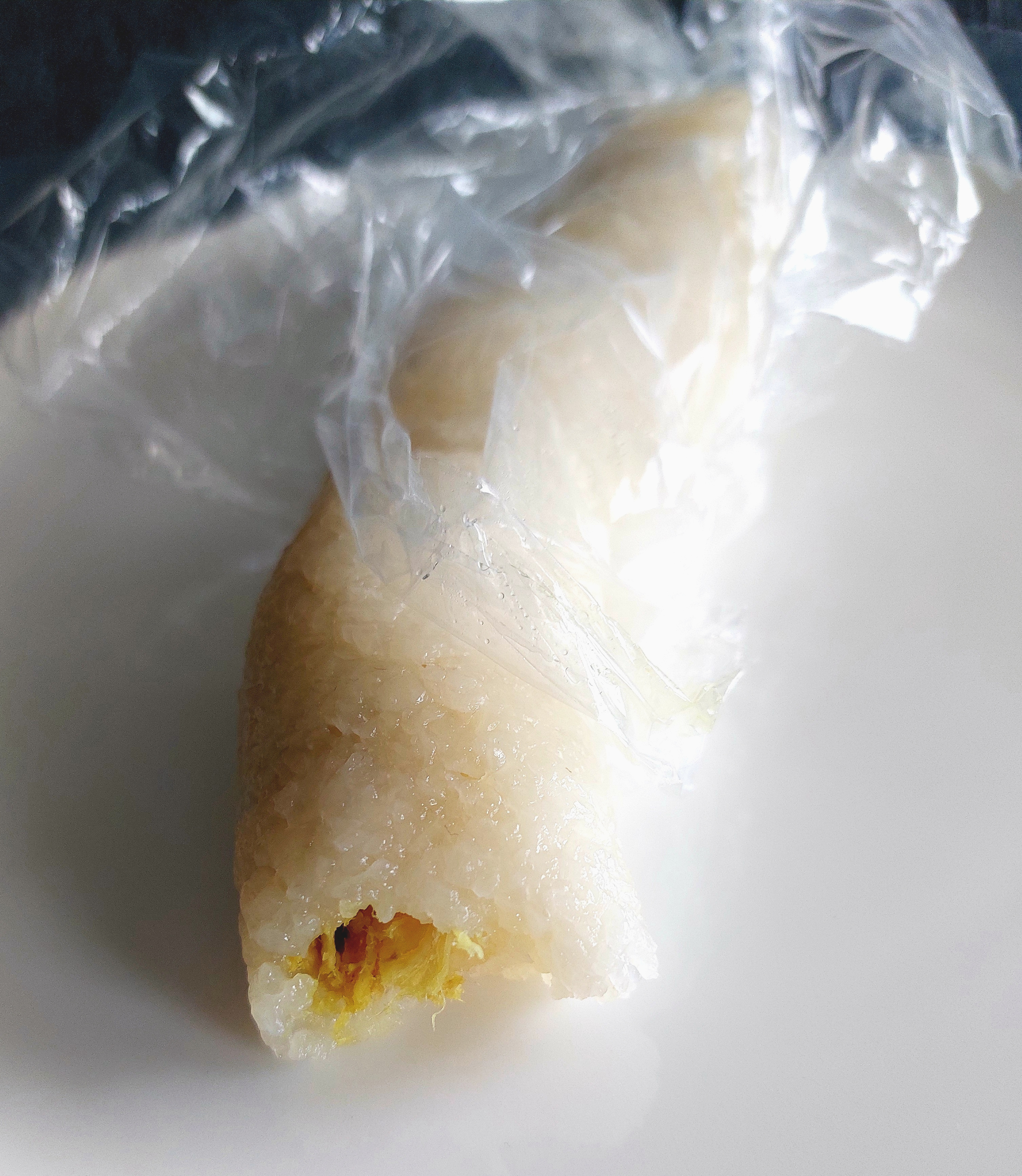
Lemper gewikkeld in huishoudfolie met de vulling zichtbaar

Lemper (uitspraak: [lumpur], ofwel IPA: /'ləmpər/) is een Indonesische snack gemaakt van een rolletje kleefrijst met als vulling gehakt, kippenvlees, andere vleeswaren of vegetarisch gehakt.
Deze gevulde rolletjes kleefrijst worden meestal in aluminiumfolie of huishoudfolie gewikkeld om ze warm te houden. In Indonesië gebruikt men meestal bananenbladeren. Ze worden meestal gestoomd om ze op te warmen, maar in de magnetron kan het ook.